# Vigo di Cadore

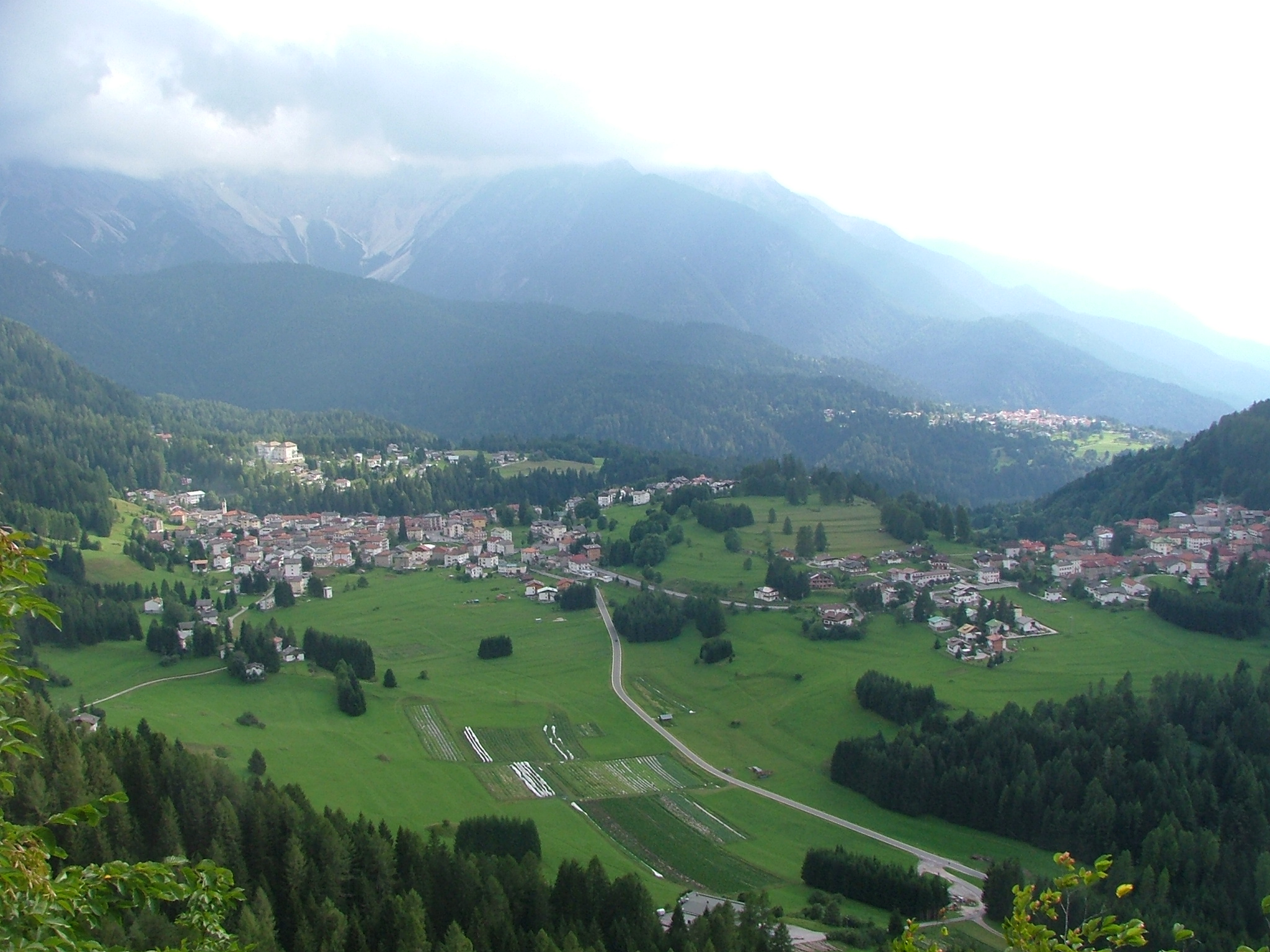
Laggio und Vigo

Vigo di Cadore ist eine nordostitalienische Gemeinde (comune) mit 1340 Einwohnern (Stand 31. Dezember 2023) in der Provinz Belluno in Venetien. Die Gemeinde liegt etwa 44,5 Kilometer nordnordwestlich von Belluno im Cadore und grenzt unmittelbar an die Region Friaul-Julisch Venetien. Der Piave bildet die westliche Grenze.

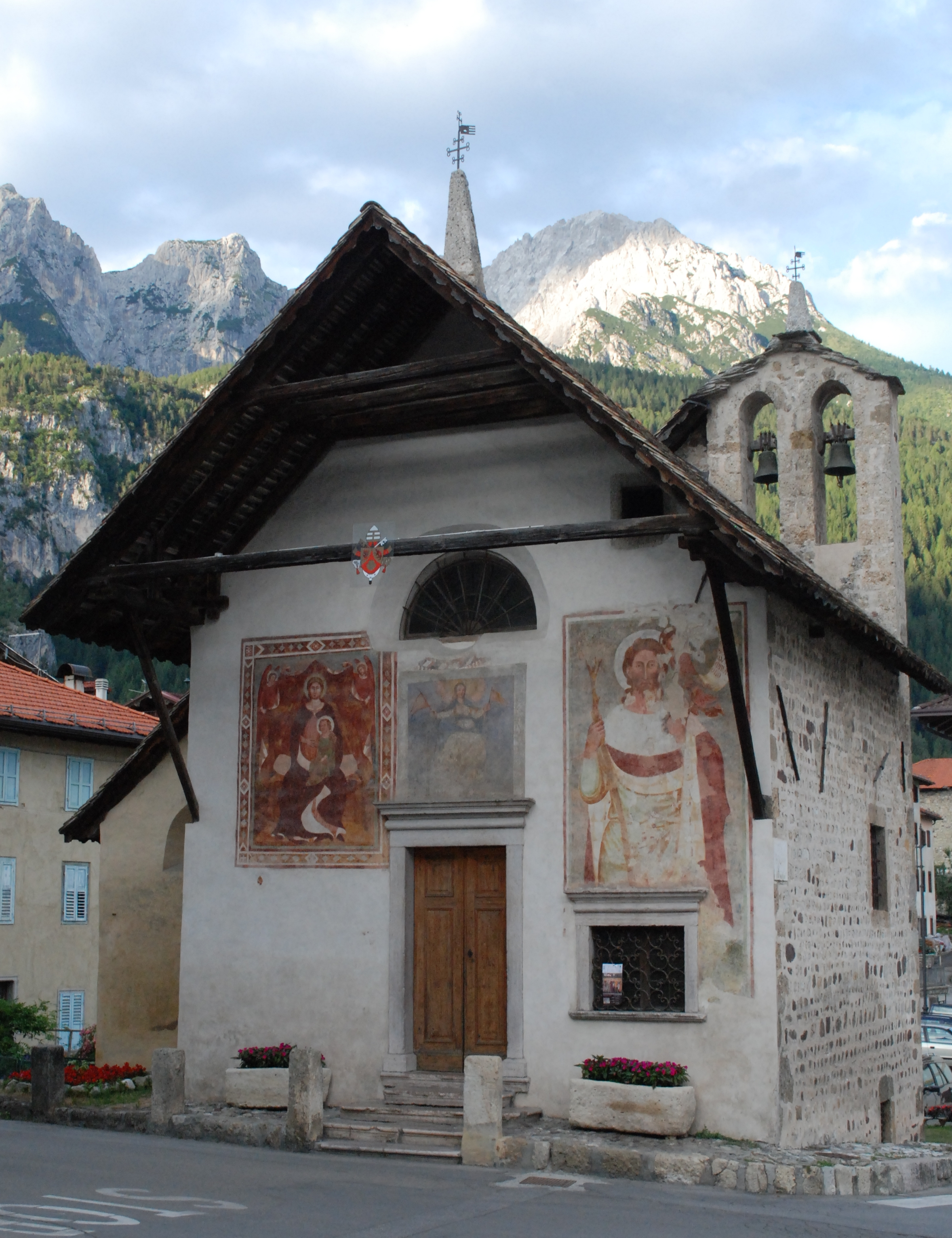
Die St.-Ursula-Kirche aus dem 14. Jahrhundert

## Persönlichkeiten
- Adeodato Giovanni Piazza (1884–1957), Kardinal und Patriarch von Venedig

## Verkehr
Die Strada Statale 51bis di Alemagna von Pieve di Cadore nach Lozzo di Cadore endet hier an der Strada Statale 52 Carnica von Venzone nach Innichen.